# Юрика (Юта)
Юрика (англ. Eureka) — місто (англ. city) в США, в окрузі Джуеб штату Юта. Населення — 662 особи (2020).

## Географія
Юрика розташована за координатами 39°57′31″ пн. ш. 112°6′55″ зх. д. / 39.95861° пн. ш. 112.11528° зх. д. (39.958562, -112.115187).  За даними Бюро перепису населення США в 2010 році місто мало площу 3,92 км², уся площа — суходіл.

## Демографія
Згідно з переписом 2010 року, у місті мешкало 669 осіб у 253 домогосподарствах у складі 191 родини. Густота населення становила 171 особа/км².  Було 316 помешкань (81/км²).
Расовий склад населення:
| - 98,4 % — білих - 0,6 % — корінних американців |

До двох чи більше рас належало 0,4 %. Частка іспаномовних становила 3,9 % від усіх жителів.
За віковим діапазоном населення розподілялося таким чином: 27,4 % — особи молодші 18 років, 57,4 % — особи у віці 18—64 років, 15,2 % — особи у віці 65 років та старші. Медіана віку мешканця становила 35,7 року. На 100 осіб жіночої статі у місті припадало 102,7 чоловіків;  на 100 жінок у віці від 18 років та старших — 106,8 чоловіків також старших 18 років.
Середній дохід на одне домашнє господарство  становив 46 540 доларів США (медіана — 45 417), а середній дохід на одну сім'ю — 50 214 долари (медіана — 48 000). За межею бідності перебувало 17,0 % осіб, у тому числі 22,9 % дітей у віці до 18 років та 0,0 % осіб у віці 65 років та старших.
Цивільне працевлаштоване населення становило 273 особи. Основні галузі зайнятості: освіта, охорона здоров'я та соціальна допомога — 16,8 %, науковці, спеціалісти, менеджери — 15,8 %, будівництво — 14,7 %.